# Amboise
Amboise é uma comuna francesa na região administrativa do Centro, no departamento Indre-et-Loire. Localizada na margem esquerda do rio Loire, é o centro da segunda mais populosa aglomeração de Indre-et-Loire, depois de Tours. Estende-se por uma área de 40,67 km². Em 2010 a comuna tinha 13 071 habitantes (densidade: 321,4 hab./km²). Os seus habitantes são chamados de Amboisiano(a)s (em francês, Amboisien(ne)s).

## Geografia
A cidade de Amboise está situada na margem esquerda do rio Loire, no local onde este se separa transitoriamente em dois braços, formando uma ilha (Ilha-Grande ou Ilha-d'Ouro), facilitando assim a sua travessia. No planalto acima, encontra-se o seu castelo.

## História
- É conhecida a presença humana no local desde o século I a.C.. O seu nome latino era Ambacia.
- Clóvis I e os visigodos assinaram aqui um tratado de paz em 503.
- Joana d'Arc passou no local em 1429 a caminho de Orléans.

Depois, a sua história confunde-se com a do Castelo de Amboise. Depois de Louis d'Amboise ter sido comprometido numa conspiração contra Georges de la Trémoille, favorito de Carlos VII de França, o senhorio de Amboise foi confiscado em 1434 e adicionado aos domínios da coroa. Aqui foi composto o édito de Amboise, a 19 de Março de 1563, que concedia a liberdade de consciência aos calvinistas. Em 1946, Amboise foi anexada à antiga comuna de Saint-Denis-Hors.

## Principais monumentos
- Castelo de Amboise
- Clos Lucé, a um quilómetro a leste
- Pagode de Chanteloup
- Fonte Max Ernst

## Personagens célebres
Por ter tido um castelo real, várias personalidades viveram em Amboise, sendo a mais célèbre Leonardo da Vinci. O génio renascentista italiano passou aqui os últimos anos da sua vida, residindo na mansão de Clos Lucé.

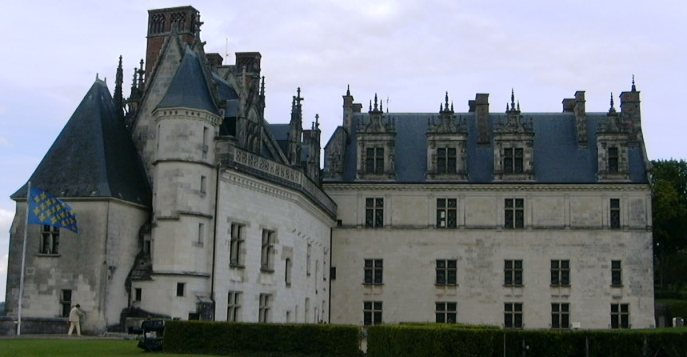
Exterior do Castelo de Amboise

Foi a terra natal do rei Carlos VIII de França (que também morreu aqui), do poeta Jean Commire, e do filósofo Louis Claude de Saint-Martin, co-autor da divisa Liberté, Égalité, Fraternité (Liberdade, Igualdade, Fraternidade) da Revolução Francesa, juntamente com Louis Blanc.
De entre personalidades contemporâneas que viveram aqui, pode-se citar:
- Mick Jagger, cantor inglês que possui um propriedade nos arredores (em Pocé-sur-Cisse)
- Michel Debré, primeiro-ministro da França entre 8 de Janeiro de 1959 e 14 de Abril de 1962, foi prefeito de Amboise de 1966 a 1989.